# 최적 판별 분석과 분류 트리 분석
최적 판별 분석과 분류 트리 분석(Optimal discriminant analysis and classification tree analysis, ODA, CTA)은 예측 정확도를 최대화하는 정확한 통계 방법이다. 특정 샘플과 탐색적 또는 확증적 가설에 대해 최적 판별 분석(ODA)은 최대 예측 정확도를 산출하는 통계 모델을 식별하고 정확한 1종 오류율을 평가하며 잠재적인 교차 일반화 가능성을 평가한다. 최적의 판별 분석은 > 0 차원에 적용될 수 있으며, 1차원 사례는 UniODA라고 하고 다차원 사례는 MultiODA라고 한다. 최적 판별 분석은 ANOVA(분산 분석) 및 회귀 분석의 대안이다.

## 같이 보기
- 데이터 마이닝
- 결정 트리
- 인자 분석
- 선형 분류
- 로짓
- 기계 학습
- 퍼셉트론
- 통계학